# Niels Otto Møller
Niels Otto Møller (1920 i Aarhus – 1982) var en dansk møbelsnedker og møbelarkitekt.
N.O. Møller, som han oftest tituleres, tilhører den skare af danske møbelarkitekter, der omtales som "de der udgjorde den danske møbelarkitektoniske guldalder". Andre møbelarkitekter fra denne æra inkluderer bl.a. Arne Jacobsen, Hans J. Wegner, Børge Mogensen, Poul Kjærholm og Finn Juhl, men modsat disse studerede Møller aldrig på kunsthåndværkerskolen eller kunstakademiet. I stedet uddannede Møller sig til møbelsnedker hvorunder han fik svendebrev i 1939.
I 1944 etablerede Niels Otto Møller, J.L. Møllers  møbelfabrik i centrum af Aarhus. Fabrikken fik en flyvende start og allerede i begyndelsen af 50'erne eksporterede fabrikken møbler til bl.a. Tyskland og USA.
Den overvældende start betød, at J.L. Møllers møbelfabrik måtte udvide og det besluttedes derfor, at man ville flytte produktionen til Aarhus-forstaden Højbjerg. I 1961 købte fabrikken en 33.000 kvm. stor grund på Oddervej og man byggede en 6000 kvm. stor fabrik på grunden.
I 1972 udvidede J.L. Møller produktionsfaciliteterne med 2500 kvm. og kort efter udvidede man eksporten til også at omfatte Japan.
I 1981 modtog JL. Møllers møbelfabrik dansk møbelindustris møbelpris. I motivet for uddelingen hed det bl.a. at "J.L. Møllers møbelfabrík på bedste vis formår at kombinere de bedste håndværksmæssige traditioner med moderne kunsthåndværk i den moderne møbelproduktion."